# Pappua
Les muntanyes Pappua, o Pappua Mons foren una muntanya de difícil accés a Numídia on van arribar els romans d'Orient dirigits per Belisari la primavera del 534 en persecució del rei vàndal Gelimer que s'hi havia refugiat. Gelimer fou capturar en aquestes muntanyes.